# Мелья, Виктор Уго
Виктор Уго Мелья Гонсалес (исп. Víctor Hugo Mella González; 14 ноября 1974, Сантьяго) — чилийский футболист, нападающий. Играл в трёх странах — на родине в Чили, в американской лиге MLS и Мексике. Выступал за клубы «Коло-Коло», «Сан-Хосе Эртквейкс», «Нью-Инглэнд Революшн» и «Магальянес».

## Карьера
Виктор Мелья начал свою карьеру в клубе Коло-Коло, в феврале 1996 года клуб Сан-Хосе Эртквейкс выбрал футболиста на 9-м раунде предварительного драфта МЛС, футболист был принят в команду, но провёл за неё лишь 5 матчей и был освобождён от клуба. 24 мая 1996 года Мелья перешёл в клуб Нью-Инглэнд Революшн, но и здесь после трёх игр был вынужден покинуть команду. Мелья возвратился в Чили, где отыграл сезон 1997, а затем вернулся в США и 15 января 1998 года подписал контракт с «Сан-Хосе Клэш», Мелья играл в основе команды, провёл за неё 31 матч и забил 4 мяча, после этого чилиец уехал в Мексику, где играл за местные команды, а затем вернулся на родину в Чили, где в клубе «Магальянес» завершил карьеру.